# Parchment
Parchment város az USA Michigan államában, Kalamazoo megyében. Lakosainak száma 1926 fő (2020. április 1.).

## Népesség
A település népességének változása:

| 2010 | 1 804 |
| 2020 | 1 926 |